# 青园街道 (长沙市)
青园街道，是中华人民共和国湖南省长沙市天心区下辖的一个乡镇级行政单位。

## 行政区划
青园街道下辖以下地区：
友谊社区、青园社区和井湾子社区。